# Omīros Netzīpoglou
Omīros Netzīpoglou (in greco Όμηρος Νετζήπογλου?; Salonicco, 18 novembre 2002) è un cestista greco.

## Carriera
Cresciuto nelle giovanili dell'Aris Salonicco, entra a far parte della prima squadra nel 2019.